# 誼襄王
師（？—前843年），是古朝鲜之箕子朝鲜的君主，子姓。东史年表认为在位於前896年至前843年，諡號誼襄王（韓語：의양왕），後王位由兒子炎繼承。